# Michał Kucharczak
Michał Kucharczak (ur. 22 września 1871 w Gojcowie, zm. 2 maja 1953 w Opatowie) – polski polityk, działacz PSL „Piast”.

## Życiorys
Urodził się 22 września 1876 roku w Gojcowie jako syn Kazimierza i Franciszki z domu Frańczak. Ukończył Seminarium Nauczycielskie w Solcu. Do 1916 roku nauczyciel ludowy, jeden z założycieli i skarbnik Gimnazjum Realnego im. Bartosza Głowackiego w Opatowie. Od 1917 roku członek PSL „P”. Rolnik w Gojcowie, przewodniczący Rady Gminnej oraz Sejmiku i Wydziału Powiatowego (do 1919 roku) w Opatowie, członek zarządu Włościańskiego Związku. Oświatowego Ziemi Opatowskiej, członek Stowarzyszenia Spożywczego. Zmarł 2 maja 1953 roku w Opatowie.

## Działalność polityczna
Poseł na Sejm Ustawodawczy (1919–1922) mandat uzyskał z listy nr 5 w okręgu wyborczym nr 24 (Sandomierz). Utracił mandat orzeczeniem Sądu Najwyższego z 17 maja 1919 roku o unieważnieniu wyborów w 7 obwodach okręgu wyborczym nr 24, unieważnienie mandatu nastąpiło 24 czerwca 1919 roku.

## Ordery i odznaczenia
- Brązowy Krzyż Zasługi (15 kwietnia 1929)[1]